# Ерве Ревели
Ерве Ревели́ (на френски: Hervé Revelli; род. 5 май 1946 година във Вердюн) — френски футболист и футболен треньор. Един от най-добрите голмайстори в шампионата на Франция. Най-популярен като футболист на френския клуб „Сент Етиен“, с който става шампион 7 пъти Перва дивизия и 4 пъти печели Носител на Купата на Франция.

## Успехи
- Шампион на Франция (7): 1966/67, 1967/68, 1968/69, 1969/70, 1973/74, 1974/75, 1975/76
- Носител на Купата на Франция (4)[1]: 1967/68, 1969/70, 1974/75, 1976/77
- Носител на Суперкупата на Франция (3): 1967, 1968, 1969
- Футболист на годината на Франция (1): 1969
- Голмайстор в шампионата на Франции (2): 1967, 1970
- Най-добър голмайстор за всички времена в Носител на Суперкупата на Франция: 6 гола
- Най-добър голмайстор в историята на Сент Етиен: 220 гола
- Голмайстор №1 за „Сент Етиен“ в шампионата на Франция: 175 гола